# Fjärrvärme

Animering som visar hur fjärrvärme fungerar

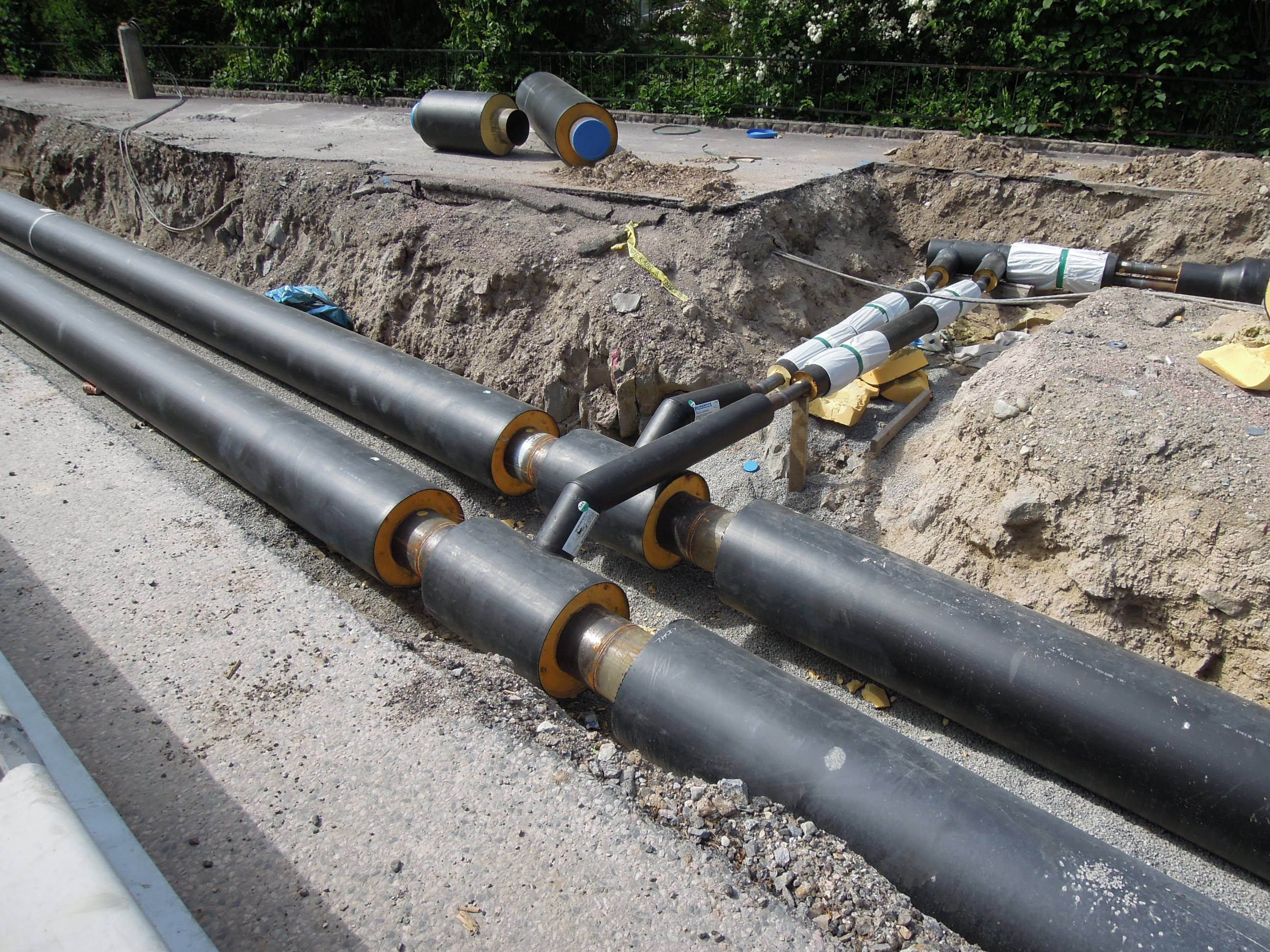
Fjärrvärmeledningar i Västerås.

Fjärrvärme är en storskalig metod för produktion och distribution av värme. Värmen produceras i en central produktionsanläggning och fördelas genom ett rörsystem till konsumenterna, flerbostadshus, lokaler eller småhus, där den används för uppvärmning genom radiatorer och/eller för tappvarmvattenproduktion. Fjärrvärme bygger på skalekonomi, det vill säga att ett stort system levererar till många användare inom ett visst geografiskt område (till exempel tätort). 
Jämfört med småskaligare alternativ är värmeproduktion i ett fjärrvärmeverk mer effektivt och förbrukar därför en mindre mängd bränsle, vilket innebär både ekonomiska och miljömässiga fördelar. Den tillåter dessutom samtidig elproduktion och mer avancerad rökgasrening. För konsumenten är det en enkel uppvärmningsform som kräver liten arbetsinsats. 
Ibland används också begreppet närvärme, om småskaliga fjärrvärmenät med ett mindre antal småhus anslutna.

## Produktion

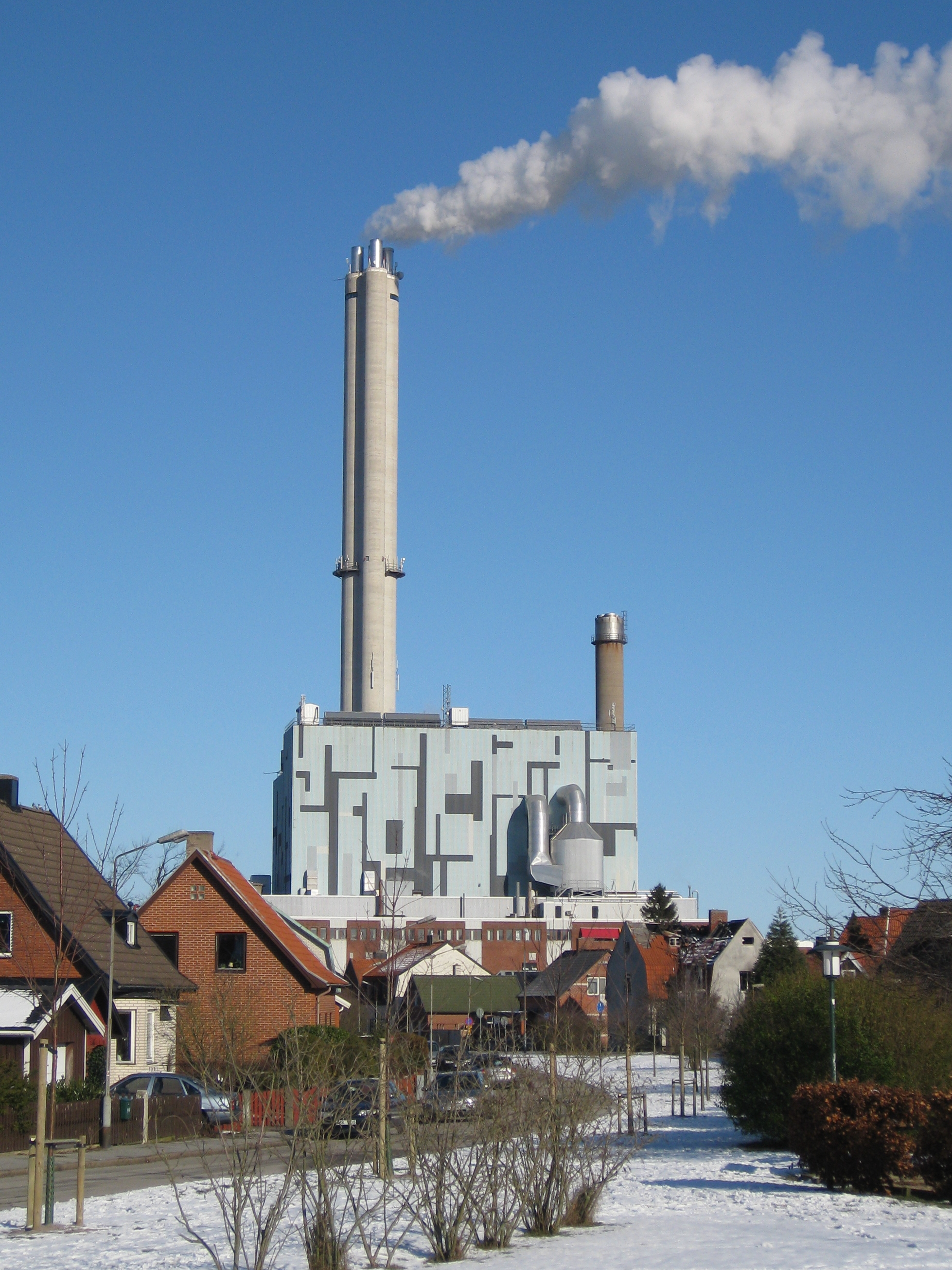
Heleneholmsverket, kraftvärmeverk i Malmö.

I centrum för fjärrvärmesystemet finns vanligen ett värmeverk eller ett kraftvärmeverk. I båda dessa sker energiomvandling genom förbränning eller med någon annan energikälla som utgångspunkt. Skillnaden mellan dessa båda system är att värmeverk endast värmer upp ett värmemedium – i allmänhet vatten. Kraftvärmeverket producerar istället vattenånga för elproduktion i ångturbin och man använder fjärrvärmenätet för kylning av vattenångan.
Vanliga värmekällor för fjärrvärme är förbränning av bränslen som kol, olja, fossilgas, biobränslen och avfall. Till andra värmekällor som används hör exempelvis industriell spillvärme, värmepumpar, geotermisk värme, solvärme och kärnenergi. Ofta används i ett fjärrvärmesystem flera olika källor och mixen kan varieras efter värmebehovet. En produktionsanläggning kan förse ett helt fjärrvärmenät med värme, men ofta finns flera samverkande anläggningar i varierande storlek placerade på olika platser i nätet.
Kombinationen av kraftvärmeverk och fjärrvärme är mycket energieffektiv. Termodynamikens andra huvudsats tillåter inte att all termisk energi i en arbetscykel omvandlas till arbete och i ett värmekraftverk kan normalt endast 30–60 %, beroende av vilken process som används, av energiinnehållet i bränslet omvandlas till elenergi. I ett så kallat kondenskraftverk kyls den resterande energin bort. När ett kraftvärmeverk kopplas samman med ett fjärrvärmesystem kan fjärrvärmenätet istället stå för kylningen och restenergin kommer till nytta för uppvärmning av bostäder och lokaler. På så vis kan ca 90 % av energin i bränslet tas tillvara.
Även jämfört med småskaliga värmepannor är en centraliserad fjärrvärmeanläggning en energieffektivare uppvärmningsform, och innebär därmed en lägre förbrukning av primära energikällor. Därtill kan svårare bränslen, som grot och avfall, användas och möjligheter finns för betydligt mer avancerad rökgasrening. 

## Distribution

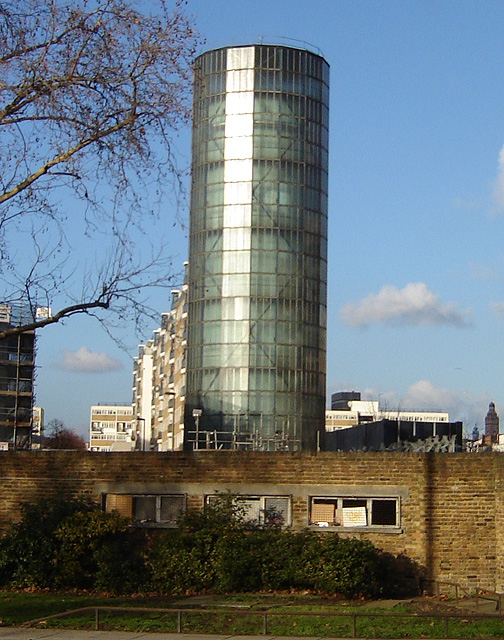
Ackumulator för fjärrvärmevatten i London.

Efter produktionen distribueras värmen till konsumenterna i isolerade rör. Ofta finns åtminstone en ackumulator någonstans i nätet där varmvatten kan lagras kortare perioder, vilket underlättar att hålla en jämn produktion och kapa effekttoppar.

### Värmebärarmedium
Det vanligaste mediet för transporten är vatten. Vattnets renhet är av stor vikt för att undvika korrosion och beläggningar i rören. Genom flera olika metoder renas därför vattnet på syre, hårdhetsbildare (kalcium och magnesium) och salter. Ofta tillsätter man också någon form av färgämne för att lättare kunna lokalisera eventuella läckor.
Även ånga används i en del fall som transportmedium, men det är numera ovanligt i nybyggnationer. Ångsystemen har högre värmeförluster jämfört hetvatten vid samma förhållanden på grund av det högre volymflöde som krävs till följd av ångans högre volymitet och att man inte har samma möjlighet att variera framledningstemperaturen. De ger också sämre elutbyte vid samtidig elproduktion. En fördel med ånga är att det har fler användningsområden och till exempel kan användas i vissa industriella processer eller för att driva luftkonditioneringar.
Vissa faror är förknippade med ångsystem jämfört med hetvatten. Till exempel dödades 2007 en person i New York när ett rör i stadens ångnät exploderade. Denna typ av incidenter är dock ovanliga.

### Rörledningar

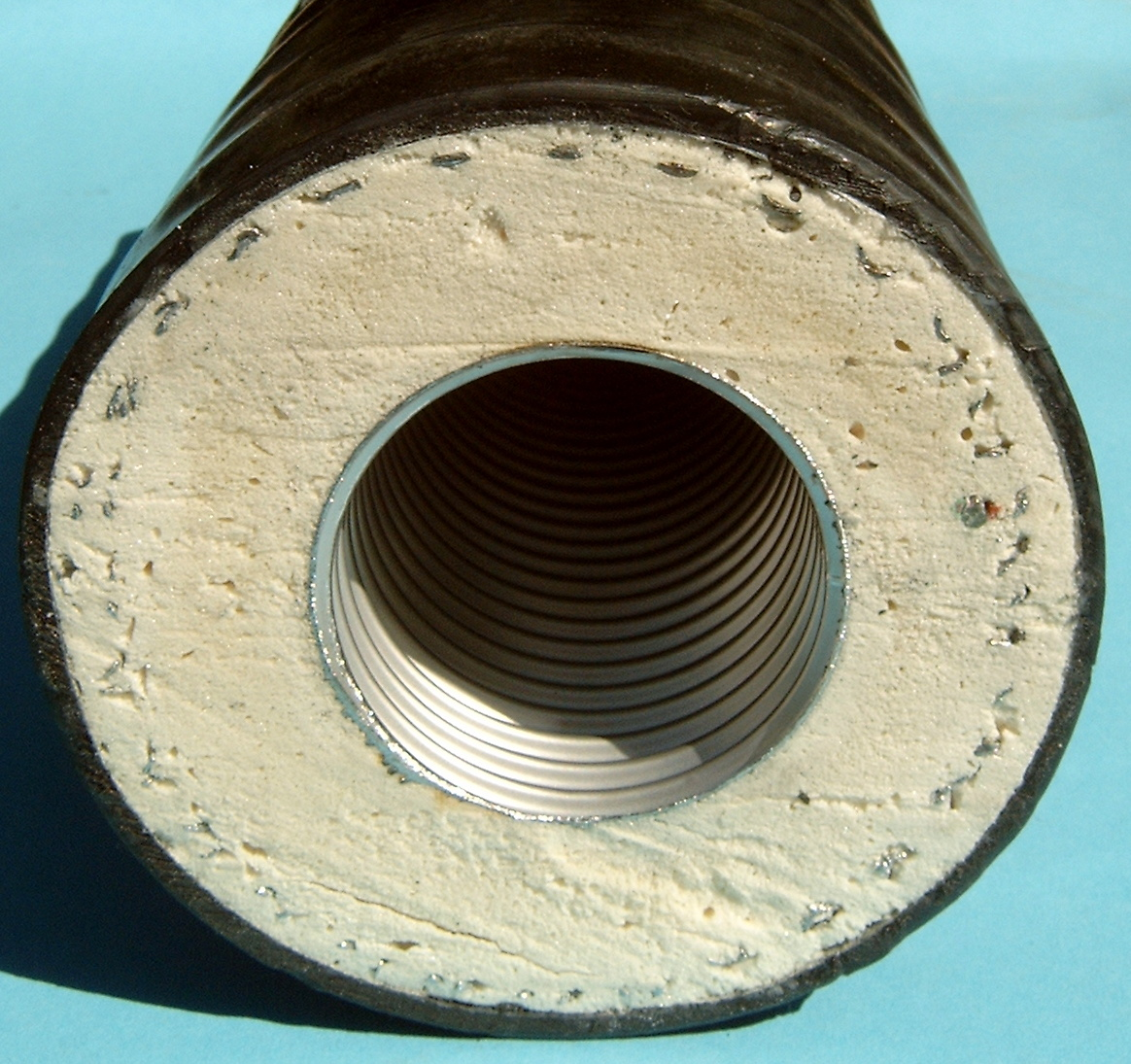
Flexibelt plastmantelrör med mediarör av korrugerat rostfritt stål, isolering av polyuretan och mantelrör av polyeten

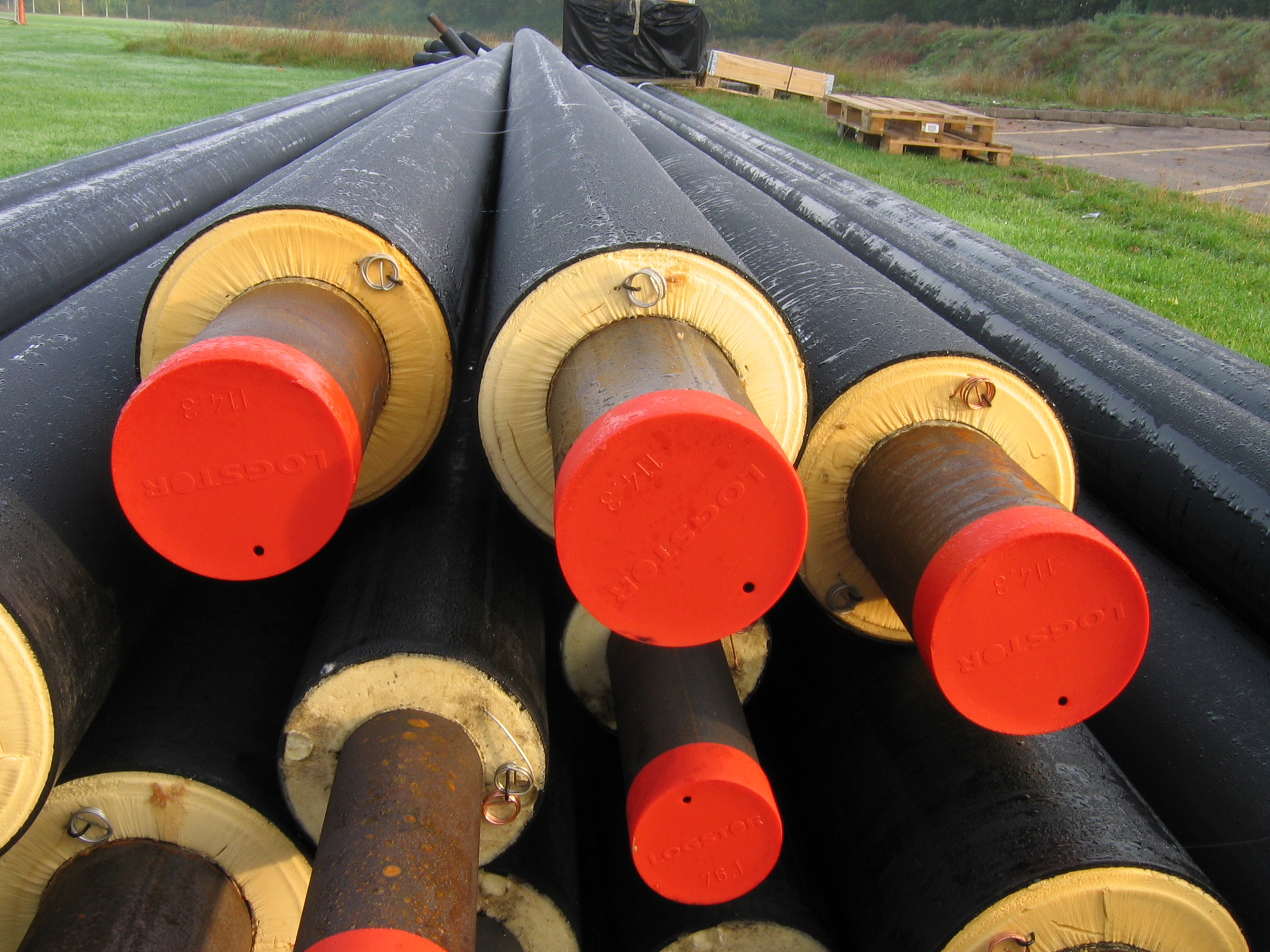
Fjärrvärmerör i väntan på installation.

Det finns flera olika modeller av fjärrvärmerör men en vanlig variant är ett mediarör i stål isolerat med någon form av polyuretan och med ett mantelrör, för att skydda isoleringen från fukt och skadedjursangepp, av plast, vanligen polyeten. Andra, ovanligare material i mediarör är koppar och plast. I isoleringen kan en larmtråd, bestående av en oisolerad metalltråd, läggas för att underlätta lokalisering av fukt till följd av läckor.
Fjärrvärmeledningarna i moderna nät är vanligtvis prefabricerade, inte minst för att minska montagetiden. Utöver styva ledningar förekommer vid mindre rördimensioner även flexibla varianter. Dessa kan levereras upprullade på trumma, vilket underlättar transport och minskar antalet skarvar på raka ledningssträckor. Båda typer kräver sammanfogningar vid avgreningar och ventiler, styva ledningar behöver också fogas vid böjar. 
Rören kan gå ovan jord men grävs vanligtvis ner eller förläggs i en kulvert. Ovanjordsledningar, som förekommer i Tyskland och Östeuropa men är ovanliga i Norden, innebär lägre kostnader men är mer utrymmeskrävande och kan anses inverka negativt på landskapsbilden. 
Den vanligaste principen för fjärrvärmesystem, och den som används i Sverige, är 2-rörssystemet med två parallella rör, ett för framledning och ett för returledning. 1-rörsystem, där man tar bort returledningen, används främst i Östeuropa och på Island. Dessa innebär lägre materialkostnader men högre förluster. Det finns också varianter med tre och fyra rör vilka ger högre flexibilitet vid drift, då man till exempel kan ha olika temperaturer för vatten till uppvärmning respektive tappvarmvattenproduktion. Ett större 3-rörsystem finns i Berlin.
Ett alternativ som diskuterats främst för längre transporter av stora värmemängder, exempelvis spillvärme från industrier, är att transportera värme, antingen kemiskt lagrad eller i form av en uppvärmd fluid, i behållare med till exempel tåg eller båt.

### Temperaturnivåer
Valet av temperaturnivåer i nätet styrs av flera olika faktorer. Ofta spelas en stor roll av traditioner, vilka varierar mellan olika länder. I Östeuropa har man till exempel haft framledningstemperaturer runt 150 °C medan man i Norden traditionellt legat runt 90–120 °C. Utvecklingen har i många länder gått mot lägre framledningstemperaturer. Både framlednings- och returtemperatur varierar dock beroende på driftsituationen.
Den nedre temperaturgränsen sätts av temperaturen i abonnentens radiatorsystem. Direktanslutning, utan mellanliggande värmeväxlare, medger lägre temperaturnivåer i fjärrvärmenätet. Uppåt begränsar bland annat materialval den högsta möjliga temperaturen. Högre temperatur i ett givet nät innebär också större värmeförluster, men vid dimensionering innebär det lägre volymflödet att rördiametern kan göras mindre vilket i sin tur minskar förlusten.
Lägre temperaturer ger i allmänhet bättre elproduktion i kraftvärmeverk och ger också en bättre värmefaktor för värmepumpar.

### Förluster
En viss värmeförlust sker i samband med distributionen. Storleken på denna beror på fyra faktorer: graden isolering, medierörens diameter, temperaturnivåer på fram- och returledning samt värmebehovets geografiska koncentration. I de svenska fjärrvärmenäten beräknas ca 10 % av den producerade energin gå förlorad under distributionen. Detta är också genomsnittligt för övriga Västeuropa, medan man i Östeuropa generellt ligger något högre. Förlusterna är ofta mindre i stora städer jämfört med småstäder och byar och nyare nät har ofta lägre förluster än äldre, till följd av förbättrad isolering. Ledningar som är nedgrävda får mindre värmeförluster än sådana som dragits ovan marken.

## Hos kunden

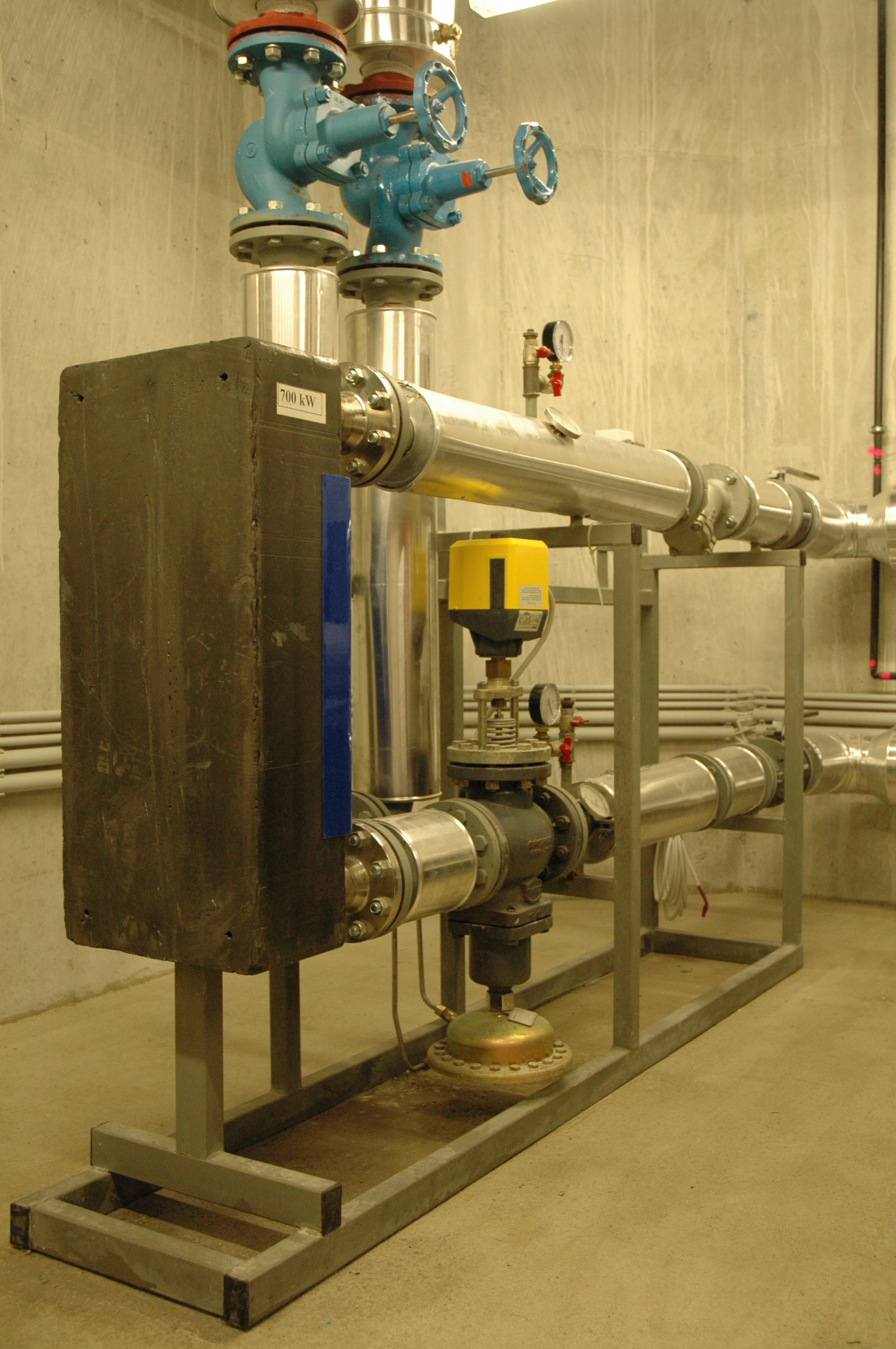
Värmeväxlare för fjärrvärme i en undercentral.

Fjärrvärme kräver att kunden har ett centralvärmesystem. I varje hus med fjärrvärme installeras en fjärrvärmecentral där värmen överförs från värmedistributörens distributionsnät - primärsidan - till husets värme- och varmvattensystem - sekundärsidan. Detta kan antingen ske genom avtappning eller via värmeväxlare som överför värmen utan att blanda samman medierna. Det senare är det som används i Sverige. Värmeväxlaren har ofta en elektriskt manövrerad ventil som styr temperaturen på radiatorsystemet alternativt tappvattnet. Dessa styrs i sin tur av en regulator vars uppgift det är att konstanthålla tappvarmvattentemperaturen och att styra temperaturen på radiatorsystemet så att det motsvarar det aktuella värmebehovet.
För att mäta mängden energi kan en energimätare installeras på primärsidan. Energimätaren mäter dels vattenflödet, dels framlednings- och returtemperaturen på vattnet. Den momentana effekten fås genom att multiplicera temperaturdifferensen med flödet och specifika värmekapacitet hos mediet. Effektvärden mäts på timbasis och rapporteras till energibolagets debiteringssystem som underlag för fakturering.

## Ekonomi
De primära skälen att bygga fjärrvärme är vanligtvis ekonomiska, även om till exempel lägre miljöpåverkan också kan spela in. En centraliserad värmeproduktion kan ha ekonomiska fördelar jämfört med småskaligare alternativ till följd av den högre effektiviteten i produktionsledet. På förlustsidan finns distributionskostnaderna och för att uppnå lönsamhet får dessa inte överskrida skillnaden i produktionskostnad. Detta kräver i regel en tätort, bor folk för glest blir kostnaderna för höga. Fjärrvärme är därför också vanligast i flerbostadshus, medan jämförelsevis få villor är anslutna.
Fjärrvärme kräver stora initiala investeringar i form av produktionsanläggning och fjärrvärmenät och de höga kapitalkostnaderna kan vara avskräckande. Storskalighetsfördelarna innebär dock att det sammantaget är billigare att bygga en stor anläggning än många små för att uppnå samma kapacitet.
Lönsamheten för fjärrvärmeproduktionen kan ökas ytterligare genom samtidig elproduktion, då el är mer värdefullt än värme. Sett från andra hållet kan lönsamheten i ett renodlat kraftverk ökas genom att restvärmen, som annars måste kylas bort, tas tillvara som fjärrvärme. Samma princip gäller självklart när spillvärme från exempelvis industrier eller avfallsdestruktion tas tillvara.
Ett exempel på medelpriset per kommun i Sverige 2010 är 0,208 SEK/MJ (0,747 SEK/kWh).

### Konkurrenssituation
En fjärrvärmekund kan i regel bara köpa fjärrvärme från en leverantör. Det gör att fjärrvärmeföretaget har en stark, i vissa fall dominerande ställning och att fjärrvärmen därmed ofta har monopolliknande inslag. I flera länder, däribland Danmark och USA, regleras därför marknaden från statligt håll i syfte att skydda konsumenterna från oskälig prissättning. Ett annat sätt att skapa konkurrens är att tillåta tredjepartstillträde, det vill säga att låta en värmeproducent som inte själv äger fjärrvärmenätet sälja värme direkt till konsumenterna. Detta anses dock även öka produktionskostnaderna och kan alltså istället driva upp priserna.
I Sverige, där fri prissättning på fjärrvärme tillämpats sedan elmarknaden avreglerades 1996, genomfördes 2003-2005 en statlig utredning av fjärrvärmens roll på värmemarknaden. Den svenska utredningens förslag var att ramverket för fjärrvärmeverksamheter behövde kompletteras. Detta föreslogs ske genom att bland annat införa ny lagstiftning för att förstärka kundens rättigheter och ställning. Riksdagen antog under våren 2008 en ny fjärrvärmelag, som trädde i kraft den 1 juli 2008. En ny utredning, Fjärrvärme i konkurrens (SOU 2011:44), föreslog 2011 att fjärrvärmen borde öppnas upp för externa leverantörer. Regeringen avvisade dock utredningens förslag och istället fick ansvariga myndigheter i uppdrag att ta fram förslag om "reglerat tillträde" som i praktiken befäster monopolet. Ett problem med fjärrvärmemonopolet är att det stänger ute externa leverantörer av värme, såsom industrins restvärme och småskalig värme- och kraftvärmeproduktion. Idag står industrins restvärme för ungefär åtta procent av fjärrvärmen.  
Från fjärrvärmebranschens sida har man ofta argumenterat att fjärrvärmen konkurrerar med andra uppvärmningsformer, som värmepumpar och oljepannor, och att konsumenterna kan byta uppvärmning om kostnaderna för fjärrvärmen blir högre än för alternativen.

## Historia

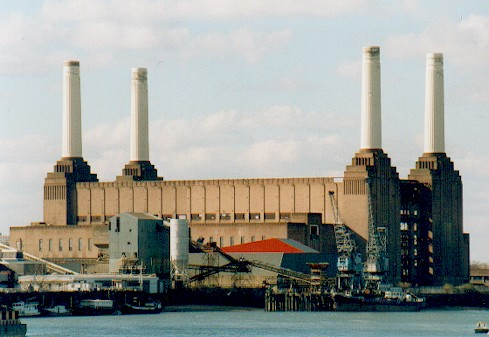
Battersea Power Station försörjde tidigare London med fjärrvärme.

Utvecklingen över tid av fyra generationer fjärrvärme.

Redan under antiken användes fjärrvärmeliknande system i mindre skala för att värma bland annat badhus. Det äldsta fjärrvärmesystemet som fortfarande är i drift finns i Chaudes-Aigues i Cantal, Frankrike, där det finns dokumenterade värmeleveranser redan från 1300-talet.
De första moderna fjärrvärmenäten började dyka upp i början av 1800-talet. Till en början var de dock inte kommersiella utan rent tekniska system. Ett motiv kunde vara att minska brandrisken. Det första kommersiella fjärrvärmenätet byggdes i Lockport, USA 1877 av ingenjören Birdsill Holly och var ångbaserat. Flera städer följde efter, till exempel fick Manhattan i New York fjärrvärme 1882, ett nät som fortfarande är i drift. Fjärrvärmebranschen expanderade i USA fram till 1930-talen men har sedan dess stagnerat. I Europa dröjde det till 1921 innan fjärrvärme på kommersiella grunder började byggas, först ut var Hamburg och flera tyska städer följde under 1920-talet. Utanför Tyskland startades fjärrvärmesystem i Köpenhamn 1925, Utrecht 1927, Paris 1930 och Zürich 1933. I Storbritannien byggdes fjärrvärme bland annat i London efter andra världskriget, när man återuppbyggde de områden som förstörts under den tyska blitzen.
I Sovjetunionen drogs riktlinjer för fjärrvärme upp i GOELRO-planen 1920. Syftet var att minska behovet av bränsle. Fjärrvärmeleveranser inleddes i Sankt Petersburg 1924 följt av Moskva 1928. Dessa system blev förebilder för många av de som byggdes i planekonomierna i Sovjet och Östeuropa och är idag världens två största.
I Sverige var Karlstad först. Fjärrvärmeleveranser började här 1948. Under 1950-talet följde ytterligare nio städer. Motivet var från början kombinerad elproduktion då man trodde att vattenkraften snart skulle vara fullt utbyggd vilket skulle öka behovet av värmekraftverk. Under oljekriserna 1973 och 1979 byggdes flera fjärrvärmesystem även i mindre städer i syfte att ersätta den dyra oljan som uppvärmningsform. När kärnkraften började byggas på 1970-talet fanns det dock inte längre något behov av kraftvärme och det blev vanligt med renodlade värmeverk. De låga elpriserna gjorde att många värmeverk rentav installerade el-pannor och fjärrvärmen blev därmed en elkonsument snarare än en producent som det först var tänkt. På senare år har avregleringen av elmarknaden i mitten av 1990-talet och ett stigande elpris dock gjort att intresset för kraftvärme ökat.

## Utbredning
Fjärrvärme är framförallt vanligt i Nord- och Östeuropa. I övriga Europa förekommer fjärrvärme i varierande grad. Utanför Europa finns fjärrvärme bland annat i USA, Kanada, Kina, Japan och Sydkorea.
Till viktiga faktorer för att skapa förutsättningar för utbyggnad av fjärrvärme hör en befintlig värmemarknad, det vill säga ett klimat med kalla vintrar som skapar ett behov av uppvärmning, samt att värmebehovet är så geografiskt koncentrerat att värme kan distribueras till en rimlig kostnad. Ett behov av värmekraft på kraftmarknaden har också en positiv inverkan.

### Norden

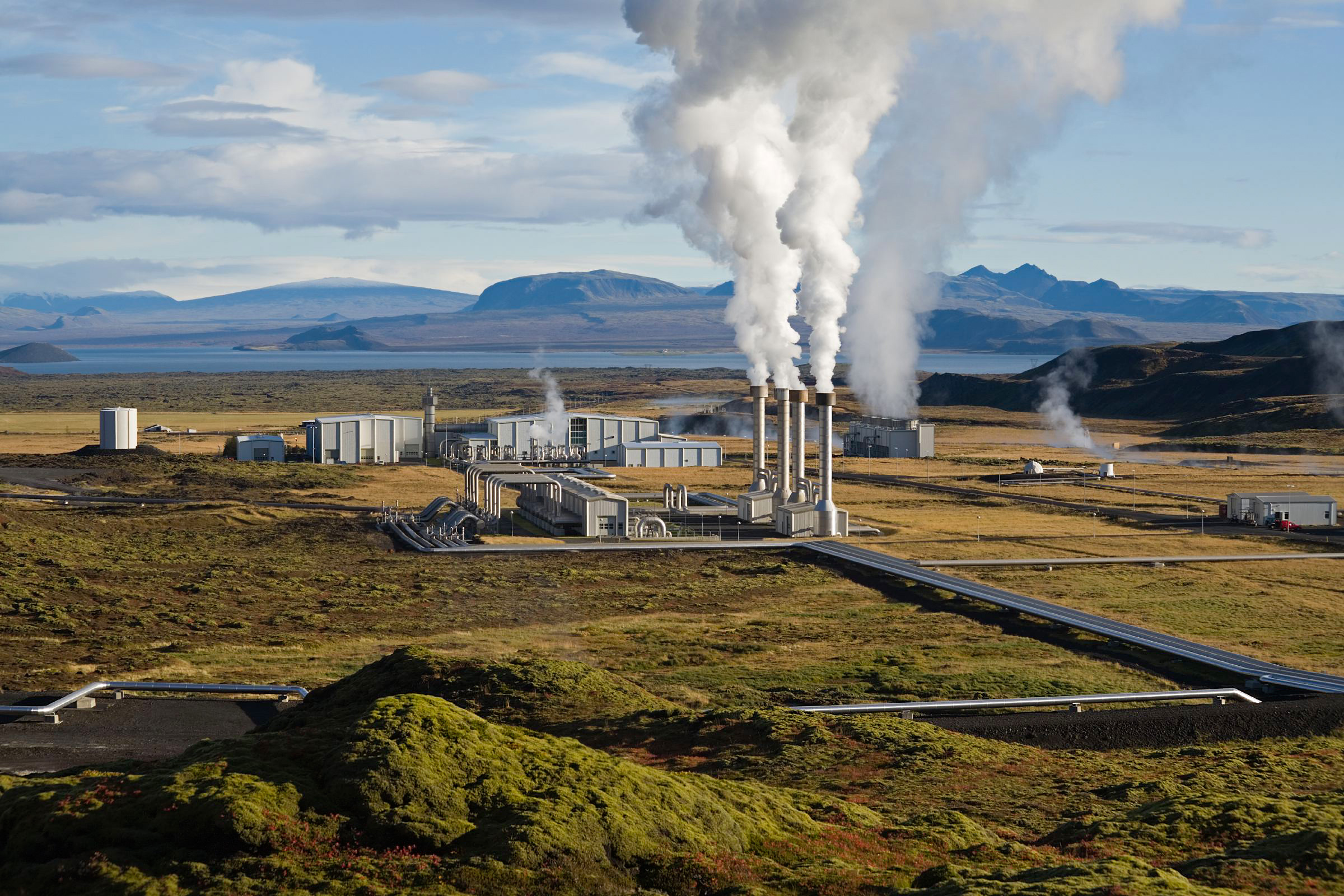
Kraftvärmeproduktion från geotermisk energi på Island.

Fjärrvärme har en dominerande ställning som uppvärmningsform i alla de nordiska länderna utom Norge. På Island, som har riklig tillgång på billig geotermisk energi, kommer ca 90 % av all använd värme från fjärrvärme. I Danmark, Sverige och Finland värms runt hälften av bostäderna med fjärrvärme. I Norge, där elvärme från billig vattenkraft dominerar, står fjärrvärme endast för några få procent av värmemarknaden.
I Finland uppgick fjärrvärmekonsumtionen 2007 till 32,5 TWh. Av de insatta bränslena stod olja, kol och fossilgas för 5, 26 respektive 34 %, torv för 21 % och trädbränslen för 11 %. Ca 75 % av produktionen skedde i kraftvärmeverk.
I Sverige finns idag fjärrvärmenät i 580 tätorter. Genom dessa levererades 2016 totalt 48 TWh fjärrvärme. Av den tillförda energin vid fjärrvärmeproduktion stod 2016 förbränning av biobränslen, främst trädbränslen, för 42 %, fossila bränslen, fördelade på olja, kol och fossilgas, för 7 % och avfall för 21 %. Till andra viktiga energikällor hörde rökgaskondensering (10 %), värmepumpar (6 %) och spillvärme (8 %). Av den bränslebaserade fjärrvärmeproduktionen skedde 63 % i kraftvärmeverk och 37 % i fristående värmeverk.

### Östeuropa

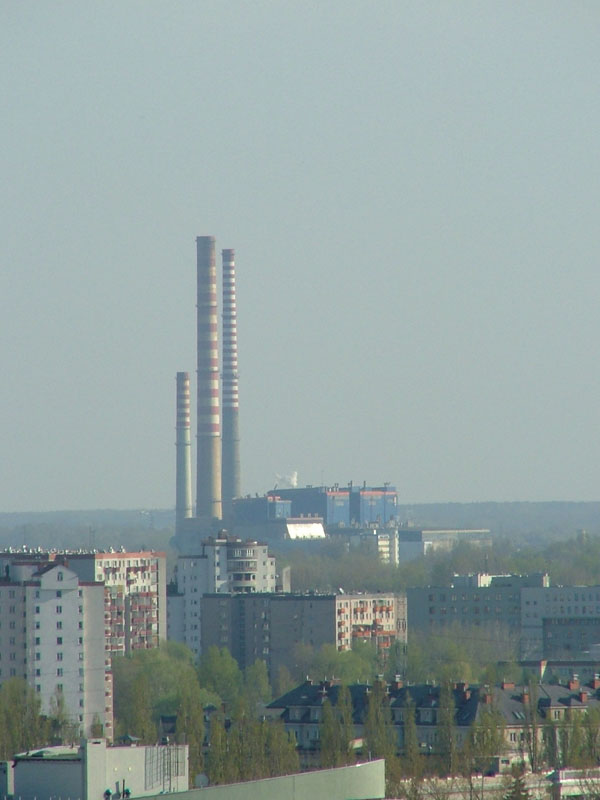
Kraftvärmeverk i Warszawa, Polen.

I Ryssland och Östeuropa byggdes fjärrvärme i stor skala under Sovjettiden. I slutet av 1980-talet hade man i Sovjetunionen fjärrvärme i runt 800 städer. Idag finns det i många av dessa system stora behov av renovering och modernisering.
I Ryssland producerades 2002 ca 1 750 TWh fjärrvärme, vilket utgör 70 % av värmemarknaden och 40 % av den totala energianvändningen. Fjärrvärmesystemen i Moskva och Sankt Petersburg är landets största även de största i världen, med Kiev som trea. De dominerande bränslena är fossilgas (64 %) och kol (27 %).
I Lettland, Polen och Ukraina värms mellan 50 och 70 % av bostäderna med fjärrvärme, i Belarus, Estland, Litauen, Slovakien, Tjeckien och Rumänien mellan 30 och 50 % och i Bulgarien, Slovenien och Ungern mellan 10 och 20 %.

### Övriga Europa
I Västeuropa dominerar fossilgas uppvärmningsmarknaden och fjärrvärme har därför en något mer undanskymd roll. I Tyskland och Österrike är andelen fjärrvärme ca 10 %, vilken till största delen produceras i kraftvärmeverk. Tyskland har infört subventioner till etablering av fjärrvärme nät på 80 EUR per meter ledning och siktar på att nå 20 % av miljöskäl. Frankrike har en något mindre andel och här kommer också en större andel av värmen från renodlade värmeverk, beroende på att man, liksom Sverige, i stor utsträckning får sin el från kärnkraft. I Storbritannien, Nederländerna och Schweiz står fjärrvärme för 1–3 % av värmemarknaden.
I Sydeuropa är förutsättningarna för fjärrvärme ofta sämre, på grund av det generellt lägre uppvärmningsbehovet, men i till exempel Italien förekommer enstaka fjärrvärmesystem.

### USA

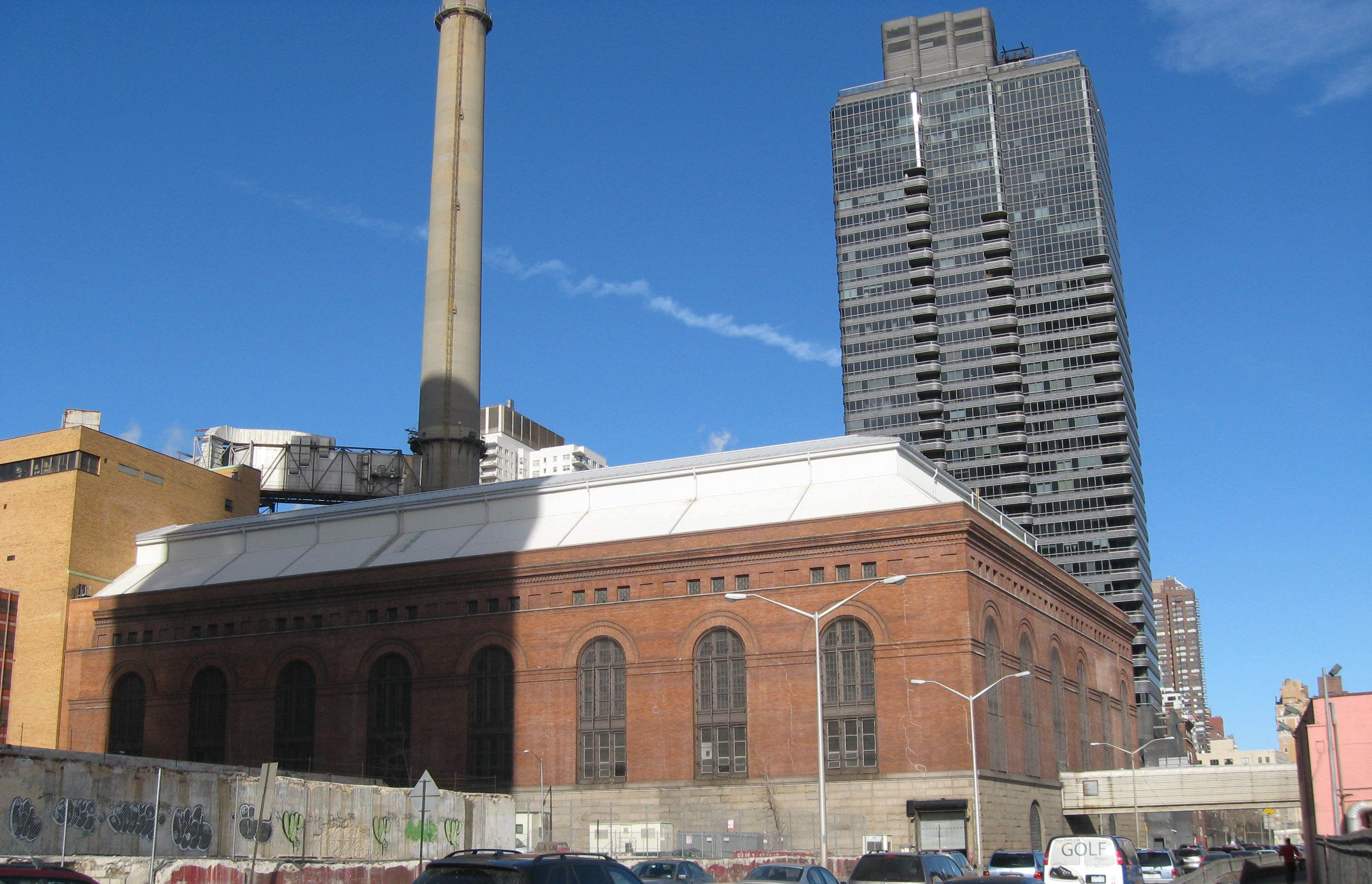
Ett av Con Eds värmeverk på Manhattan, New York.

I USA kommer ca 1 % av värmen från fjärrvärme. Fjärrvärmesystemen delas upp i kommersiella och institutionella system.
Kommersiella nät byggdes i stor utsträckning kring förra sekelskiftet men sedan 1930-talet har fjärrvärmebranschen varit i stagnation och antalet nät minskat. Näten är vanligtvis ångbaserade, då detta var det dominerande sättet att bygga före Andra världskriget. Det största av de kommersiella näten ligger i New York och drivs av Consolidated Edison.

## Fjärrkyla

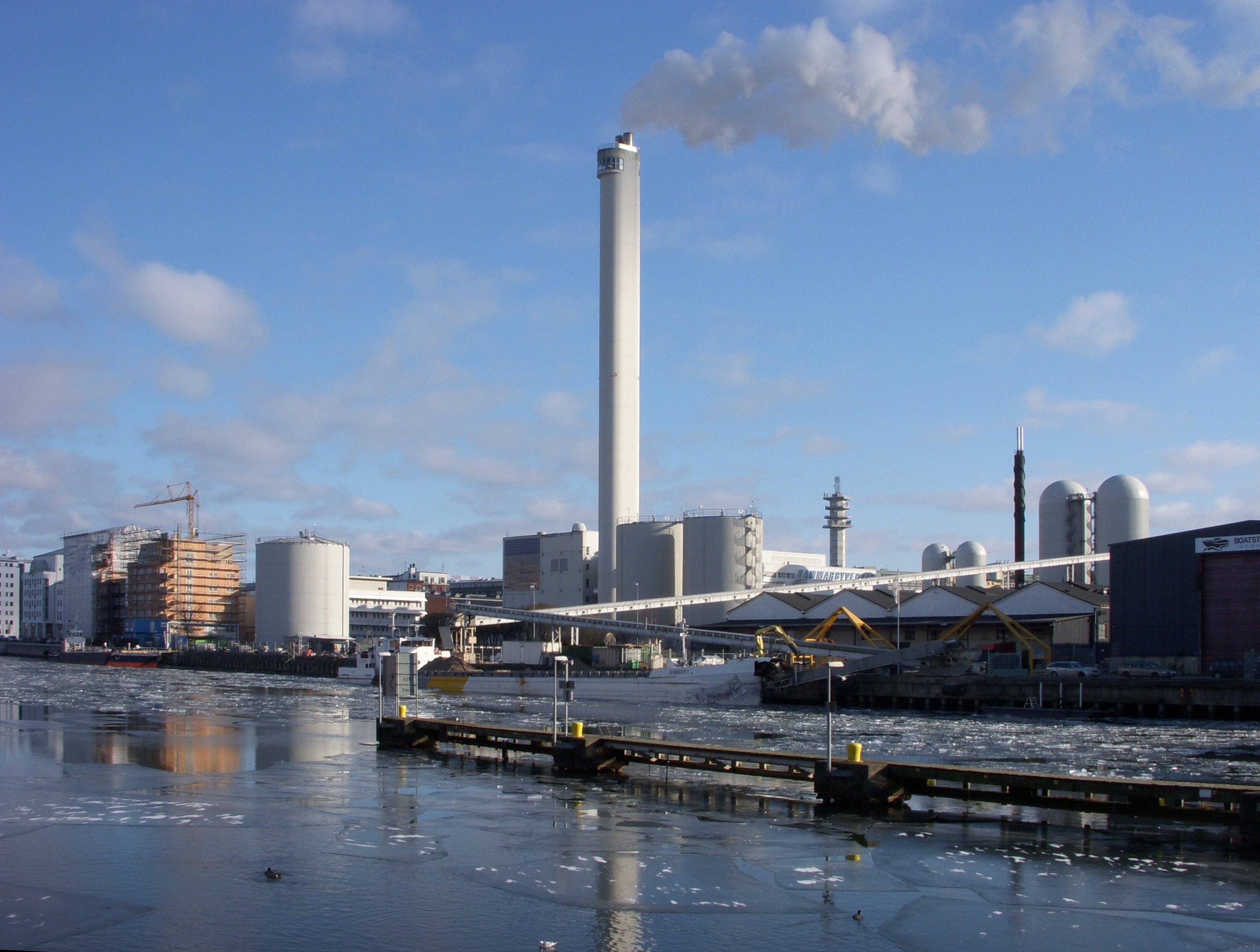
Hammarbyverket i Stockholm producerar både fjärrkyla och fjärrvärme.

Precis som värme kan även kyla produceras centralt och levereras till konsumenter i isolerade rörledningar, detta kallas fjärrkyla. Kylan distribueras i form av kallt vatten och används till exempel för luftkonditionering.
Kylan kan produceras i en konventionell kylanläggning eller hämtas från så kallad frikyla, till exempel från kalla vattendrag. Används en kompressorkylmaskin (eller värmepump) kan fjärrvärme och fjärrkyla produceras samtidigt, då man låter förångaren kyla fjärrkylereturen och kondensorn värma upp fjärrvärmevattnet. Används absorptionsteknik kan värme från ett kraftvärmeverk användas för att driva processen, vilket innebär att produktionen kan hållas uppe under sommaren, då behovet av fjärrvärme sjunker.